# Kostel svatého Michaela (Horní Pěna)
Kostel svatého Michaela je dvojlodní gotický a částečně barokní kostel nacházející se ve vesnici Horní Pěna. Vystavěný byl ve 14. století. Od roku 1958 patří mezi kulturní památky.

## Popis
Kostel je dominantou obce Horní Pěna. Presbytář je zde polygonální a sakristie se nachází na severu kostela. Je zde pozdněgotická kruchta se síťovou klenbou a kamennými pilíři.

## Historie
Kostel byl vystavěn v 1. čtvrtině 14. století. V roce 1359 se stal farním kostelem. Koncem 15. století zde byla zřízena kruchta. V 17. století prošel rozsáhlou barokní přestavbou. V roce 1672 byla upravena a barokně sklenuta loď, o devět let později byla přistavěna věž. V roce 1709 byla přistavěna severní loď. Roku 1717 zde byla zřízena kostnice. Další úpravy probíhaly v letech 1726 až 1727.